# Văn Lang
Văn Lang (chữ Hán: 文郎) là nhà nước đầu tiên trong lịch sử Việt Nam cai trị bởi các Vua Hùng, tương ứng với các thời kỳ văn hóa Đông Sơn, Phùng Nguyên, Gò Mun và Đồng Đậu. Lãnh thổ nhà nước Văn Lang gồm một phần Trung Quốc, Bắc Bộ và Bắc Trung Bộ ngày nay.

## Tên gọi
Theo Trần Quốc Vượng, trong truyền thống của người Mường, tổ tiên của họ là hai con chim Klang và Klao. Văn Lang, Gia Ninh, Mê Linh... là cách đọc tiếng Việt của Klang, Blang, Bling, Mling... đều chỉ loài chim lớn. Cách giải thích này phù hợp với hình tượng chim Lạc và người nhảy múa mặc bộ đồ bằng lông chim trên các trống đồng Việt Nam; hay cả các tên gọi chữ Hán về sau như: Bạch Hạc (chim hạc trắng), Chu Diên (diều hâu đỏ), Ô Diên (quạ đen), Hồng Bàng chỉ loài chim nước lớn thuộc họ Diệc. 

## Sử liệu
Sử ký Tác ẩn viết thời Đường: "Quận Giao Chỉ có ruộng Lạc... người Lạc. Có các chức Lạc Vương, Lạc Hầu, các huyện tự đặt chức Lạc Tướng đeo ấn đồng dải xanh..."
Cựu Đường thư, bộ chính sử viết thời nhà Hậu Tấn: "Đất quận Giao Chỉ rất màu mỡ, xưa có quân trưởng là Hùng Vương, phụ tá là Hùng Hầu".
Trong đó chữ Hùng (雄) và Lạc (雒) viết gần giống nhau, dễ nhầm lẫn. Như vậy Hùng Vương cũng là Lạc Vương, Hùng Hầu là Lạc Hầu hay Hùng Điền (ruộng Hùng) cũng là Lạc Điền (ruộng Lạc).
Thái Bình Ngự Lãm, bộ sách địa lý viết thời nhà Tống: "Phong Châu tức quận Thừa Hóa. Xưa là nước Văn Lang, có sông Văn Lang."
Bộ sử Đại Việt sử lược viết thời Trần, Hùng Vương đầu tiên là người ở bộ Gia Ninh, dùng ảo thuật quy phục các bộ khác vào khoảng đời Chu Trang Vương (696–682 TCN). Quốc hiệu và kinh đô đều là Văn Lang, truyền 18 đời, mỗi đời trị vì khoảng 24 năm.
Đại Việt sử ký toàn thư viết thời Lê, Hùng Vương đầu tiên là con của Lạc Long Quân và Âu Cơ, cháu Kinh Dương Vương (vua nước Xích Quỷ vào khoảng năm 2879 TCN). Quốc hiệu là Văn Lang, đóng đô ở Phong Châu. Theo thuyết này thì mỗi đời tối thiểu 131 năm, do đó nên hiểu là 18 chi (nhánh) hay 18 vương triều.
Tóm lại, nước Văn Lang và các vua Hùng được ghi chép sơ lược trong chính sử Trung Quốc, còn ở Việt Nam thì chép chi tiết hơn và nặng tính truyền thuyết hơn. Tuy có một số điểm dị biệt nhưng tựu trung lại, các thư tịch cổ này đều khẳng định nhà nước Văn Lang thực sự có tồn tại. Viện khảo cổ học Việt Nam xác nhận thời đại Hùng Vương là có thật trong lịch sử Việt Nam.
Nhà nước này tồn tại tới năm 258 trước công nguyên (TCN) thì bị An Dương Vương (tức Thục Phán) sáp nhập vào nước Âu Lạc.

## Địa lý
Nước Văn Lang có vị trí theo truyền thuyết: đông giáp biển Nam Hải (biển Đông), tây đến Ba Thục, bắc đến hồ Động Đình và nam giáp nước Hồ Tôn. Các sách đều thống nhất có 15 bộ nhưng chép khác nhau, chủ yếu cóp nhặt từ tên các quận huyện thời Bắc thuộc và chỉ bao phủ phần Lưỡng Quảng của Trung Quốc. Việc chú giải các địa danh cổ theo bản đồ ngày nay vẫn còn tranh cãi.
| Lĩnh Nam chích quái                                             | Đại Việt Sử Ký toàn thư – theo Cương mục và Trần Trọng Kim | Việt Sử Lược – theo Đào Duy Anh             |
| --------------------------------------------------------------- | ---------------------------------------------------------- | ------------------------------------------- |
| Có 8 bộ có tên gọi giống nhau trong cả 3 sách                   |                                                            |                                             |
| Việt Thường (越裳)                                              | Việt Thường – Thuận Hóa ?                                  | Việt Thường Thị (có Loa Thành) – Hà Tĩnh ?  |
| Văn Lang (文郎)                                                 | Văn Lang – Xứ Đoài                                         | Văn Lang – Xứ Đoài                          |
| Giao Chỉ (交趾)                                                 | Giao Chỉ – Thăng Long và Sơn Nam                           | Giao Chỉ – Thăng Long và Sơn Nam            |
| Vũ Ninh (武寧)                                                  | Vũ Ninh – Kinh Bắc                                         | Vũ Ninh – Kinh Bắc                          |
| Cửu Chân (九真)                                                 | Cửu Chân – Thanh Hóa                                       | Cửu Chân – Thanh Hóa                        |
| Hoài Hoan (懷驩)                                                | Hoài Hoan – Nghệ An                                        | Hoài Hoan – Nghệ An                         |
| Ninh Hải (寧海)                                                 | Ninh Hải – Quảng Yên                                       | Ninh Hải – Quảng Đông (Trung Quốc)          |
| Lục Hải (陸海)                                                  | Lục Hải – Lạng Sơn                                         | Lục Hải – Hải Ninh (Quảng Yên + Lạng Sơn)   |
| Các bộ tên gọi khác nhau (cùng hàng chưa chắc là cùng chỉ 1 bộ) |                                                            |                                             |
| Dương Tuyền (陽泉)                                              | Dương Tuyền (陽泉) – Xứ Đông                               | Thang Tuyền (湯泉) – Quảng Tây (Trung Quốc) |
| Phúc Lộc (福祿)                                                 | Phúc Lộc (福祿) – Xứ Đoài                                  | Gia Ninh (嘉寧) – Xứ Đoài                   |
| Chu Diên (朱鳶)                                                 | Chu Diên (朱鳶) – Xứ Đoài                                  | Tân Xương (新昌) – Xứ Đoài                  |
| Tượng Quận (象郡)                                               | Cửu Đức (九德) – Hà Tĩnh                                   | Cửu Đức (九德) – Nghệ An                    |
| Chân Định (真定)                                                | Vũ Định (武定) – Thái Nguyên, Cao Bằng                     | Quân Ninh (軍寧) – Thanh Hóa                |
| Nhật Nam (日南)                                                 | Tân Hưng (新興) – Hưng Hóa, Tuyên Quang                    | Nhật Nam (日南) – Thuận Hóa                 |
| Quế Lâm (桂林)                                                  | Bình Văn (平文) – chưa rõ ở đâu                            | Bình Văn (平文) – chưa rõ ở đâu             |

## Tổ chức
Một số quan điểm coi nhà nước Văn Lang là một tổ chức "siêu làng", mạnh về tính liên kết, yếu về tính giai cấp.
Đứng đầu nhà nước là Hùng Vương (hoặc Lạc Vương), dưới có các quan Lạc Hầu (văn) và Lạc Tướng (võ) cai quản các bộ (15 bộ). Dưới nữa là các quan Bồ Chính cai quản từng khu vực nhỏ (làng). Con trai vua gọi là Quan Lang, con gái vua gọi là Mỵ Nương. Tôi tớ nữ gọi là xảo, nam gọi là xứng, kẻ bề dưới gọi là hôn.

## Kinh tế
Nhà nước Văn Lang đã có những sự chuyển biến về kinh tế được xác định qua khảo cổ học gồm: 
1. Hoạt động khai thác (săn bắt lợn rừng, đánh cá...) đã lùi về thứ yếu
2. Nghề trồng lúa nước giữ vị thế chủ đạo
3. Nghề đúc đồng rất thành thạo
4. Nghề luyện sắt đã phát triển
5. Các nghề thủ công như đan, dệt, mộc, gốm đều có để đáp ứng nhu cầu cuộc sống.

## Văn hóa

### Ẩm thực
Bánh chưng và bánh giầy: phổ biến qua sự tích Lang Liêu, làm từ lá dong, gạo nếp, đỗ xanh và thịt lợn. Theo Trần Quốc Vượng thì bánh chưng nguyên thủy giống bánh tét (bánh tày). Theo tín ngưỡng phồn thực của người Việt thì bánh chưng tượng trưng cho dương vật và bánh giầy là âm vật. Còn tư tưởng bánh chưng hình vuông tượng trưng cho đất, bánh giầy hình tròn tượng trưng cho trời là du nhập từ Trung Quốc.
Gói đất: là phong tục kết hôn trước khi có sự tích trầu cau, theo Chích quái: "việc hôn thú giữa nam nữ lấy gói đất làm đầu, sau đó mới giết trâu dê làm đồ lễ, lấy cơm nếp để nhập phòng cùng ăn, sau đó mới thành thân". Hiện nay ở vùng Lập Thạch, Vĩnh Phúc vẫn còn tục ăn đất. Đó là những miếng đá non màu trắng, được đào từ độ sâu 5–20 m. Ban đầu là những tảng xám nâu mùi bùn, sau đó chặt nhỏ, đem phơi khô và nướng rồi thưởng thức.
Rượu nếp và cơm lam: theo Chích quái "Đất sản xuất được nhiều gạo nếp, lấy ống tre mà thổi cơm" và "lấy cốt gạo làm rượu". Ngoài ra còn có các gia vị như: muối làm từ rễ gừng, mắm làm từ cá tôm...

### Phong tục
Xăm mình: khi từ rừng núi xuống sông ngòi đánh cá, thường bị giao long làm hại nên người Việt có tục xăm những hình thủy quái trên cơ thể. Tục này tới đời vua Trần Anh Tông thì không còn bắt buộc nữa và sau đó thì mất dần.
Tính cộng đồng: theo Chích quái khi "trong nhà có người chết thì giã cối làm lệnh, để người lân cận nghe tiếng đến cứu giúp". Theo Lịch triều thì "vua tôi cùng đi cày, cha con tắm chung sông không chia giới hạn, không phân biệt uy quyền, thứ bậc".